# Norheimsund
Norheimsund er en by der er administrationsby i i Kvam herad i Vestland fylke i Norge. Byen har 2.224 indbyggere (2012), og ligger 74 km (omtrent en times kørsel øst) for Bergen ved riksvei 7 på nordsiden af Hardangerfjorden. Et af de mest kendte vandfald i landet, Steinsdalsfossen (eller egentlig Øvsthusfossen), ligger i Norheimsund. Norheimsund centrum kaldes Grova.
Norheimsund er handelscenteret i ydre Hardanger, og har omkring 50 butikker samt tilbud på de fleste områder. Norheimsund er også et trafikknudepunkt, og har bådruter til Utne og Odda, og bussruter til Bergen, til Voss, og til Vikøy, Tørvikbygd, Jondal, Strandebarm og Kvinnherad.
Kvam herad fik Tettstedsprisen 2000 for sit arbejde med havnefronten i Norheimsund. Her er der gæstekaj med servicebygning, ny kajpromenade.
Norheimsund vandt i 2013 Statens pris for attraktivt sted, uddelt af kommunal- og regionalministeren.
Norheimsund kirke blev bygget i 1989 ved hjælp av pengeindsamlinger. Avisen Hordaland Folkeblad (grundlagt i 1873) udgives i Norheimsund.
Sandven Hotell der Hotellet der blev bygget i 1857, blev i 2011 købt af Olav Thon, og hedder nu Thon Hotel Sandven.
Norheimsund ligger 7 km vest for Øystese.

## Historie
Hele det centrale butiksstrøg i Norheimsund blev lagt i aske under en storbrand fredag 7. oktober 1932. Centeret blev genopbygget i en funktionalistisk arkitektur.
Under anden verdenskrig havde okkupationsmagten en stor træningslejr i Norheimsund, og der blev bygget store forsvarsanlæg mod fjorden.

## Kendte personer med tilknytning til Norheimsund
- Geirr Tveitt
- Valgerd Svarstad Haugland

## Billeder
- Norheimsund ca. 1880.
- Norheimsund set fra øst.
- Norheimsund ved Hardangerfjorden, med Folgefonna i baggrunden.
- Norheimsund ca. 07-2007